# Zweites Landamt Bruchsal
Das Zweite Landamt Bruchsal mit Sitz in Bruchsal war eine von 1809 bis 1819 bestehende Verwaltungseinheit im Land Baden.

## Orte 1809
Das Amt setzte sich bei seiner Gründung mit Ausnahme Neuenbürgs, das an das Amt Gochsheim ging, aus denjenigen Ortschaften des aufgelösten Oberamts Bruchsals zusammen, die nicht dem zeitgleich gegründeten Stadt- und Ersten Landamt zugeteilt worden waren:
- Forst
- Neuthard
- Büchenau
- Ubstadt
- Weiher
- Hambrücken
- Neibsheim
- Büchig
- Zeutern
- Stettfeld
- Langenbrücken
- Östringen

und zusätzlich vom Amt Kislau: Mingolsheim mit dem Schloss Kislau.

## Orte ab 1810
Im März 1810 kam Neuenbürg wieder vom Amt Gochsheim zurück. Im Dezember des Jahres wurde eine grundlegende Umstrukturierung der beiden Bruchsaler Ämter verkündet. An die Stelle einer eher zufällig wirkenden Verteilung trat eine nach Himmelsrichtungen. In diesem Falle waren es die Orte im Nordosten des Bereichs:
- Forst
- Hambrücken
- Langenbrücken
- Mingolsheim mit dem Schloss Kislau
- Östringen
- Stettfeld
- Ubstadt
- Unteröwisheim
- Weiher
- Zeutern

Bei dieser Gelegenheit kam noch Oberöwisheim vom Amt Gochsheim hinzu.
Ende 1813 wurde die Erweiterung um zwei weitere Orte von Gochsheim verkündet: Während es bei der Hinzunahme von Odenheim blieb, wurde Tiefenbach stattdessen zum Amt Eppingen umgesetzt.

## Weitere Entwicklung
1819 wurden beide Bruchsaler Ämter dauerhaft vereinigt, erneut unter der Bezeichnung Oberamt Bruchsal. Dieses entwickelte sich bis 1864 zum Bezirksamt und ging über den Landkreis Bruchsal im Rahmen der Kreisreform 1973 im Landkreis Karlsruhe auf.